# Europapokal der Landesmeister (Handball) der Frauen 1963/64
Der Europapokal der Landesmeister der Frauen 1963/64 war die vierte Auflage des Wettbewerbes. Sieger wurde der rumänische Vertreter HC Rapid Bukarest, der im Finale in Bratislava den dänischen Vertreter Helsingør IF mit 14:13 besiegte.
| Mannschaft 1                         | Mannschaft 2           | Spiel 1 | Spiel 2 |
| ------------------------------------ | ---------------------- | ------- | ------- |
| Runde 1                              |                        |         |         |
| HC Rapid Bukarest                    | Spartak Subotica       | 13:5    | 6:8     |
| BSG Fortschritt Weißenfels           | Ruch Chorzów           | 12:6    | 5:7     |
| Admira Wien                          | Budapesti Spartacus SC | 7:14    | 7:23    |
| US d´Ivry Paris                      | Swift Roermond         | 6:16    | 2:15    |
| Eimsbütteler TV                      | CKD Prag               | 11:4    | 3:8     |
| Trud Moskau (Freilos)                |                        |         |         |
| Skogen IL (Freilos)                  |                        |         |         |
| Helsingør IF (Freilos)               |                        |         |         |
| Viertelfinale                        |                        |         |         |
| BSG Fortschritt Weißenfels           | HC Rapid Bukarest      | 10:9    | 4:8     |
| Budapesti Spartacus SC               | Trud Moskau            | 16:7    | 8:12    |
| Swift Roermond                       | Eimsbütteler TV        | 4:5     | 7:8     |
| Helsingør IF                         | Skogen IL              | 14:13   | 11:9    |
| Halbfinale                           |                        |         |         |
| HC Rapid Bukarest                    | Budapesti Spartacus SC | 13:5    | 11:7    |
| Helsingør IF                         | Eimsbütteler TV        | 6:7     | 8:2     |
| Finale in Bratislava (4. April 1964) |                        |         |         |
| HC Rapid Bukarest                    | Helsingor IF           | 14:13   |         |

## Siegermannschaft
| HC Rapid Bukarest |
| Irene Nagy-Klimovski Antoaneta Vasile-Oțelea Margareta Hanec Anna Stark-Stănișel Maria Constantinescu Elena Hedeșiu Rodica Floroianu Iuliana Naco Constanța Dumitrescu Aurelia Sălăgeanu-Tudor Florica Balosache Hilde Roth |
| Gabriel Zugrăvescu (Trainer) |